# NGC 3180
NGC 3180 – kompleks obszarów H II znajdujący się w północno-zachodnim ramieniu spiralnym galaktyki NGC 3184 położonej w gwiazdozbiorze Wielkiej Niedźwiedzicy. Odkrył go 25 stycznia 1851 roku Bindon Stoney – asystent Williama Parsonsa. W tej samej galaktyce leży też NGC 3181 – obszar H II odkryty przez Stoneya tej samej nocy.